# أول جاكوب بروك
أول جاكوب بروك هو أستاذ جامعي وفيزيائي واقتصادي ورياضياتي وسياسي نرويجي، ولد في 14 يناير 1818 في فريدريكستاد في النرويج، وتوفي في 5 فبراير 1889 في سيفر في فرنسا.

## مناصب
- انتخب  (أغسطس 1871 – 27 فبراير 1872).
- انتخب Minister of the Navy and Postal Affairs [الإنجليزية]‏ (فبراير 1872 – 28 مايو 1872).
- انتخب عضو برلمان النرويج  [لغات أخرى]‏ عن دائرة Kristiania, Hønefoss og Kongsvinger ‏ خلال فترته النيابية ‏ (1868 – 1870).
- انتخب عضو برلمان النرويج  [لغات أخرى]‏ عن دائرة Kristiania, Hønefoss og Kongsvinger ‏ خلال فترته النيابية ‏ (1865 – 1867).
- انتخب نائب عضو برلمان النرويج  [لغات أخرى]‏ عن دائرة Kristiania, Hønefoss og Kongsvinger ‏ خلال فترته النيابية ‏ (1859 – 1861).
- انتخب Minister of the Navy and Postal Affairs [الإنجليزية]‏ (8 مارس 1869 – أغسطس 1871).
- انتخب عضو برلمان النرويج  [لغات أخرى]‏ عن دائرة Kristiania, Hønefoss og Kongsvinger ‏ خلال فترته النيابية ‏ (1862 – 1864).